# Брат Деян
«Брат Деян» (рос. «Брат Дэян») — російсько-сербський драматичний фільм, знятий Бакуром Бакурадзе. Світова прем'єра стрічки відбулась 7 серпня 2015 року на Локарнському міжнародному кінофестивалі. Фільм розповідає про останній рік життя перед арештом та здачею Гаазькому трибуналу генерала Балканської війни Деяна Станича.

## У ролях
- Марко Ніколич — Деян Станич
- Міша Тірінда

## Визнання
| Нагороди та номінації фільму «Брат Деян» | Нагороди та номінації фільму «Брат Деян»     | Нагороди та номінації фільму «Брат Деян» | Нагороди та номінації фільму «Брат Деян» | Нагороди та номінації фільму «Брат Деян» | Нагороди та номінації фільму «Брат Деян» |
| Рік                                      | Кінопремія / Кінофестиваль                   | Категорія / Нагорода                     | Номінант                                 | Результат                                |                                          |
| ---------------------------------------- | -------------------------------------------- | ---------------------------------------- | ---------------------------------------- | ---------------------------------------- | ---------------------------------------- |
| 2015                                     | Локарнський міжнародний кінофестиваль        | «Золотий леопард» за найкращий фільм     | «Брат Деян»                              | Номінація                                |                                          |
| 2015                                     | Міжнародний кінофестиваль «Меридіани Тихого» | Гран-прі                                 | «Брат Деян»                              | Перемога                                 |                                          |